# جوزيف توبي
جوزيف توبي (بالإنجليزية: Joseph Toby)‏ (2 يناير 1989 بفريتاون في سيراليون - ) هو لاعب كرة قدم أمريكي في مركز الدفاع. لعب مع أورلاندو سيتي وفينيكس راسينغ وJacksonville Armada FC ‏ وOrlando City U-23 ‏ وFC JAX Destroyers ‏ وIMG Academy Bradenton ‏.

## وصلات خارجية
- جوزيف توبي على موقع قاعدة بيانات كرة القدم.إي يو (الإنجليزية)